# نقطة في اللانهاية
التعبير عن الكيانات الهندسية اللانهائية يشير إلى مجموعة من العناصر البدائية التي تكوّن الأشكال الهندسية، وذلك عند النظر إلى الموقع اللانهائي، وليس على مدى بعيد فقط.
تعاريف تلك العناصر ككيانات لانهائية هي ضرورية لتوسيع المفاهيم الأساسية للهندسة بسبب التغيرات التي كانت في التاريخ موضوع جدل لأكثر من مرة. تطورات الهندسة التي حدثت ابتداءً من عصر النهضة، أدت إلى إضافة مصطلح لانهائي إلى المفاهيم الكلاسيكية نقطة وخط ومستوى.

## في الهندسة الوصفية

### نقطة لانهائية
- نقطة لا نهاية في الهندسة الوصفية، هي الاتجاه (وليست الجهة[1]) الذي يدل عليه خط مستقيم في الفضاء، وجميع الخطوط الموازية له. لذلك خطين متوازيين يحددان نفس النقطة ألا نهائية، إذا وفقط إذا كانا متوازيين. أي، نقطة لا نهاية لخط مستقيم r، يعني اتجاه الخط r. وبما أن كل الخطوط الموازية لبعضها البعض لها نفس الاتجاه، لذلك يمكن القول أن هذه الخطوط تشترك في نقطة لانهائية.

مثلاً، لنعتبر خط r ونقطة S خارجه عنه. بالنقطة، نمرر خط s بحيث يقطع r في نقطة P. بدوران الخط حول هذه النقطة S، نقطة تقاطع بين الخطين سوف تنتقل تدريجيا إلى مواقع أبعد (بالنسبة للنقطة S) حتى الحالة التي يكون فيها الخط s مواز للخط ص. في هذه الحالة، نقطة التقاطع سوف تكون لا نهاية والتي تمثل اتجاه الخط r والخطوط الموازية له.

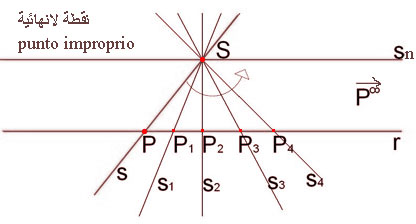
رسم تمثيلي لنقطة لانهائية ∞P ابتداء من نقطة نهائية P.

### خط لا نهائي
- خط لا نهائي هي الميلان الذي يدل عليه سطح مستوي في الفضاء، وجميع الأسطح الموازية له. لذلك سطحين متوازيين يحددان نفس الخط ألا نهائي، إذا وفقط إذا كانا متوازيين.

الخط اللانهائي لا يمكن رسمه ولكن يمكن تحديده من خلال استلقاء السطح المستوي الذي ينتمي إليه ذلك الخط.

### مستوى لا نهائي
- مستوى لا نهائي يتكون من نقاط جميعها لا نهائية.

## حواشي
1. ↑  على سبيل المثال اتجاه خط رأسي يشير إلى جهتين : واحدة هي امتداد الخط نحو الجهة العلوية والأخر نحو الجهة السفلية نسخة محفوظة 21 ديسمبر 2017 على موقع واي باك مشين.